# Serviço de Segurança Presidencial (Rússia)
Serviço de Segurança Presidencial da Rússia, oficialmente Serviço de Segurança do Presidente da Federação Russa (em russo:  Служба Безопасности Президента Российской Федерации - СБП, transl. Sluzhba Bezopasnosti Prezidenta Rossiyskoy Federatsii - SBP), é uma divisão do Serviço Federal de Guarda da Rússia que desempenha as funções de proteção física do Presidente da Federação Russa.

## História
O Serviço de Segurança do Presidente da RSFSR foi formado pelo Decreto do Presidente da RSFSR de 19 de julho de 1991, nº 13.
Denis Khramtsov, ex-agente do Serviço de Segurança do Presidente da Federação Russa, relembrou a criação do Centro para Fins Especiais do Serviço de Segurança Presidencial, em novembro de 1993: “o centro visava realizar literalmente qualquer tarefa - tinha de tudo: de unidades de mergulho a paraquedistas, foram fornecidas demolições, atiradores ... Era um análogo da unidade Vympel que foi dissolvida na época e, até certo ponto, uma alternativa ao Grupo Alpha, Khramtsov conecta sua criação ao fato de que “ grupos famosos durante os eventos de 1993 se recusaram a obedecer à ordem. Ficou claro que em certas situações são necessárias estruturas mais confiáveis. Aqui é Korzhakove convenceu Yeltsin de que unidades semelhantes deveriam ser criadas. Eles tiveram que cumprir ordens diretamente de B.N. Yeltsin”.
No final de 1994, foram criados os departamentos "K" e "P" do SBP, que investigavam a corrupção na administração do Kremlin e no governo, respectivamente.
Por Decreto do Presidente da Federação Russa de 28 de julho de 1995, nº 773, foi decidido considerar o Serviço de Segurança do Presidente da Federação Russa como um órgão estatal dentro da Administração do Presidente da Federação Russa.
Por Decreto do Presidente da Federação Russa de 20 de junho de 1996, nº 964, o chefe do Serviço Federal de Guarda da Federação Russa, Yuri Krapivin, foi encarregado das funções de chefe do Serviço de Segurança do Presidente da Federação Russa.
Por Decreto do Presidente da Federação Russa de 2 de julho de 1996, nº 1013, o Serviço de Segurança do Presidente da Federação Russa está incluído no Serviço Federal de Guarda da Federação Russa.
Dissolvido em 1996. Foi restaurado como uma unidade estrutural do FSO em abril de 2001. As funções deste serviço correspondem à lei federal "On State Protection". Sua competência inclui garantir a segurança do chefe de Estado e sua família.

## Chefias
O chefe do serviço é o chefe do Serviço de Segurança do Presidente da Federação Russa. Ao mesmo tempo, ele é vice-diretor do Serviço Federal de Segurança da Federação Russa.
- Alexander Vasilievich Korzhakov (3 de setembro de 1991 - 20 de junho de 1996);
- Yuri Vasilievich Krapivin (atuando, 20 de junho a agosto de 1996);
- Anatoli Ivanovich Kuznetsov (agosto de 1996-2000);
- Viktor Vasilievich Zolotov (7 de maio de 2000 - 14 de setembro de 2013);
- Oleg Ateistovich Klimentiev (18 de setembro de 2013 - junho de 2015);
- Dmitri Viktorovich Kochnev (30 de junho de 2015 - 26 de maio de 2016);
- Alexei Aleksandrovich Rubezhnoi (desde 28 de junho de 2016).